# کریسیه
کریسیه (فرانسوی: Crissier‎؛ ‏تلفظ فرانسوی: [kʁisje]) یکی از بخش‌های سوئیس است که در کانتون وو و در حومهٔ شهر لوزان واقع شده است. نام این منطقه مسکونی نخستین بار در ۱۱۹۹ میلادی در اسناد ثبت شده است.